# Gephyroctenus philodromoides
Gephyroctenus philodromoides là một loài nhện trong họ Ctenidae.
Loài này thuộc chi Gephyroctenus. Gephyroctenus philodromoides được Cândido Firmino de Mello-Leitão miêu tả năm 1936.